# Vebret
Vebret é uma comuna francesa na região administrativa de Auvérnia-Ródano-Alpes, no departamento de Cantal. Estende-se por uma área de 24,23 km². Em 2010 a comuna tinha 525 habitantes (densidade: 21,7 hab./km²).